# Biggi Bachmann
Biggi Bachmann est une chanteuse liechtensteinoise.

## Carrière
Son premier single Herzbrecher sort en 1975 chez Ariola. En 1976, un jury la désigne pour être la représentante du Liechtenstein au Concours Eurovision de la chanson pour l'édition à La Haye, avec le titre My Little Cowboy. Mais comme le Liechtenstein ne possédait toujours pas de diffuseur public, sa candidature fut refusée par l'UER. En 1979, son deuxième single Musik Musik est retenu pour participer à la sélection de la Suisse au Concours Eurovision de la chanson 1979 : elle termine à la sixième place.